# АКЗ
АКЗ райо́н
Один із шести районів нагірної частини Бердянську. Район АКЗ знаходиться за районом Дачі, якщо їхати по Мелітопольському шосе у центр міста.

## Освіта району
На території району АКЗ є школа та дитячий садок
Дошкільний навчальний заклад (ясла – садок) №37 «Пізнайко»
Бердянська загальноосвітня школа І-ІІІ ступенів № 7 Бердянської міської ради Запорізької області

## Російське вторгнення в Україну 2022
Під час окупації АКЗ і самого Бердянську Російським окупантами район АКЗ залишився цілим.
Російська влада відносно турбується про райони міста , та на даний момент слідує за їх збереження не так як хотілось б через перші ітерації нової російської влади під час війни. Повалені дерева, побитті дороги, шалені ціни, це все результати попереднього періода правління маріонеткової влади місцевого олігарха депутата Пономарьова Олександра Сергійовича.

## Уродженці району
Рашуга Наталя Іванівна - математик, вчитель
Рашуга Ігор Михайлович - вчитель
Расторгуєв Артем Олександрович - футболіст
Якущенко Роман Євгенович - кікбоксер

## Назва
АКЗ-Азовський Кабельний Завод 

## За часів другої світової
Мерликова балка – одне з найкрасивіших місць околиць Бердянська.  Але воно зберігає згадуючи про трагічні події 1941 року – тут було розстріляно фашистами понад 800 мирних громадян.  Бердянський Бабин Яр – залишився у пам'яті бердянців назавжди.

## Історія району
Забудовуватися селище почало з того часу, коли у західній частині міста, у степу, за територією заводу Азовкабель перші щасливчики почали отримувати ділянки під будівництво.  Тут заселялися працівники майже всіх підприємств міста.  Але своїм значенням та назвою мікрорайон завдячує своєму сусідові, на той час заводу союзного значення – заводу «Азовкабель».  Але, як стверджують історики, реально дана територія заселена була набагато раніше, ніж усі інші райони Бердянська.  Перші поселенці тут мешкали задовго до будівництва кабельного заводу.  1832 року на цій території точно вже був хутір.  І пізніше у 70-80-х роках – хутір Мерликова, є відомості, що сімейство Мерликових жили ще до 1827 року, тобто раніше, ніж виник сам Бердянськ.
Основна частина мікрорайону зросла вже у період СРСР.  Паралельно з будівництвом житла розвивалася та інфраструктура селища АКЗ.  У мікрорайоні проживає понад сім тисяч бердянців.  Тут і школа, і дитячий садок, магазини, продуктовий ринок, автостоянки.  Але основний акцент у мікрорайоні робився і зараз робиться на оздоровлення біля моря.  І хоча цей район впевнено не назвеш курортною зоною, але відпочиваючих у літні місяці тут дуже багато.  Біля самого узбережжя вишикувалися бази відпочинку, приватні готелі та готелі.  Місце дуже зручне і для заїзду машинами, і для відпочинку великими групами, і головне, дрібне море ласкаво розкриває свої обійми для дітей.  Тому тут і вишикувався цілий ряд оздоровчих таборів.  І сьогодні приїжджають оздоровлюватись сюди діти з усіх куточків країни.  Тепле море, лагідне сонце і свіже, напоєне лікувальними травами, повітря, - найкращого відпочинку для дітей і бажати не потрібно.